# Parc national de la Forêt de Day
Le parc national de la Forêt de Day est une zone naturelle protégée de Djibouti.
Le « parc national du Daï » est créé par un arrêté du 6 janvier 1939. Il sert de lieu de villégiatures pour les Européens. Outre des résidences pour le gouverneur et les militaires, des gites pour les touristes y sont construits en 1952 quand une piste en facilite l'accès.

En septembre 1954, il est délimité par : Kimbirre - Mahourre - Douboulou - Gahahada - Guibdalala - Wagara - Hada - Abaguerra - Ilmi Edle - Datbogou - Airolaf - Sefita - Ataltali - A Donta - Mankale. Cela représente alors une superficie d'environ 350 hectares.
Initialement la superficie du parc était d'environ 100 km2, mais a été réduite à seulement 30 km2 par la suite. Il est situé à 30 km à l'ouest du golfe de Tadjourah et englobe le massif de Goda dont le point culminant est à 1 782 m .

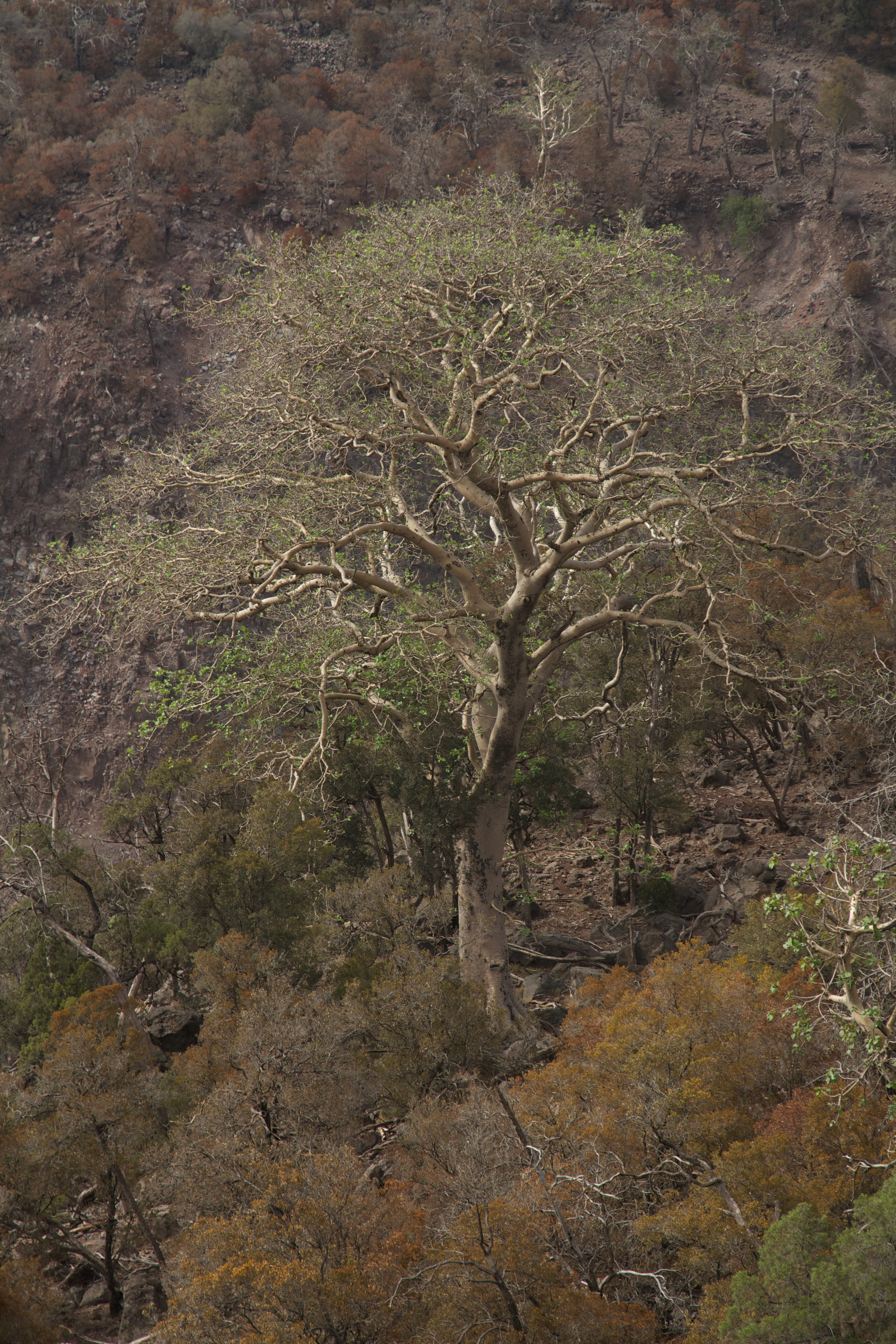
Forêt de Day

C'est une zone très particulière car elle concentre quasiment toutes les zones boisées de Djibouti avec une dominance de 4 espèces : Juniperus procera, Olea africana, Buxus hildebrandtii, et Tarchonanthus camphoratus. La distribution des plantes varie : au-dessus de 950 m où la topographie est escarpée on retrouve les plantes mentionnées ci-dessus. En dessous de 950 m, les apports en eaux sont plus abondants et on peut observer Buxus hildebrandtii, Terminalia brownii et plusieurs espèces du genre Acacia.
L'espèce animale la plus notable est certainement le Francolin de Djibouti (Pternistis ochropectus), gravement menacé, le seul oiseau endémique du pays.
Les forêts de genévriers (Juniperus) de Day connaissent depuis longtemps une forte pression qui tend à réduire leur surface originelle. On estime que 88 % de ces forêts ont disparu depuis les deux derniers siècles dont 20 % il y a moins de 50 ans.